# Ibrahim al-Helvah
Ibrahim al-Helvah (arabul: إبراهيم الحلوة); 1972. október 8. –) szaúd-arábiai válogatott labdarúgókapus.

## Pályafutása

### Klubcsapatban
1989 és 1997 között az Al-Rijád csapatában játszott. 1997 és 1999 között az Al-Shabab játékosa volt. 

### A válogatottban
1992 és 1995 között játszott a szaúd-arábiai válogatottban. Részt vett az 1992-es konföderációs kupán és az 1994-es világbajnokságon.

## Sikerei, díjai
Szaúd-Arábia
- Konföderációs kupa döntős (1): 1992